# Seiko Hashimoto
Seiko Hashimoto, (japanska: 橋本聖子 Hashimoto Seiko) född den 5 oktober 1964 i Hayakita i Japan, är en japansk skridskoåkare, tävlingscyklist och politiker.
Hon tog OS-brons på damernas 1 500 meter i samband med de olympiska skridskotävlingarna 1992 i Albertville.

## Politisk karriär
Hashimoto tog över posten som OS-chef i Japan inför sommar-OS 2020. Detta efter att den tidigare OS-chefen Yoshihiro Mori tvingats lämna posten efter att han uttryckt sexistiska åsikter om att kvinnor pratar för mycket.
Innan hon blev OS-chef var hon Japans OS-minister.